# Trey McKinney-Jones
Trey McKinney-Jones (Milwaukee, 27 agosto 1990) è un cestista statunitense.

## Palmarès

### Squadra
- Campione NBDL (2014)
- Coppa d'Ungheria: 1

Körmend: 2016

### Individuale
- NBDL All-Rookie Third Team (2014)